# Cedral (kommun i Mexiko, San Luis Potosí)
Cedral är en kommun i Mexiko.   Den ligger i delstaten San Luis Potosí, i den centrala delen av landet, 500 km norr om huvudstaden Mexico City. Antalet invånare är 18 485. Arean är 1 185 kvadratkilometer.
Terrängen i Cedral är kuperad åt nordost, men åt sydväst är den bergig.
Följande samhällen finns i Cedral:
- Noria de Dolores
- Jesús María